# Doina Spircu
Doina Spircu (Crăciun după căsătorie; n. 24 iulie 1970, Slobozia, Ialomița, România) este o canotoare română, laureată cu aur la Atlanta 1996.
A studiat la Liceul de Construcții din Slobozia și a fost selecționată de Clubul Sportiv Școlar 2 din Constanța. După retragerea din competiții lucrează în cadrul Poliției Române. În 2002 a primit titlul de „cetățean de onoare” al orașului Slobozia. În anul 2004 a fost decorată cu Ordinul Meritul Sportiv clasa I.